# BNE (artiste)
Pour les articles homonymes, voir BNE.

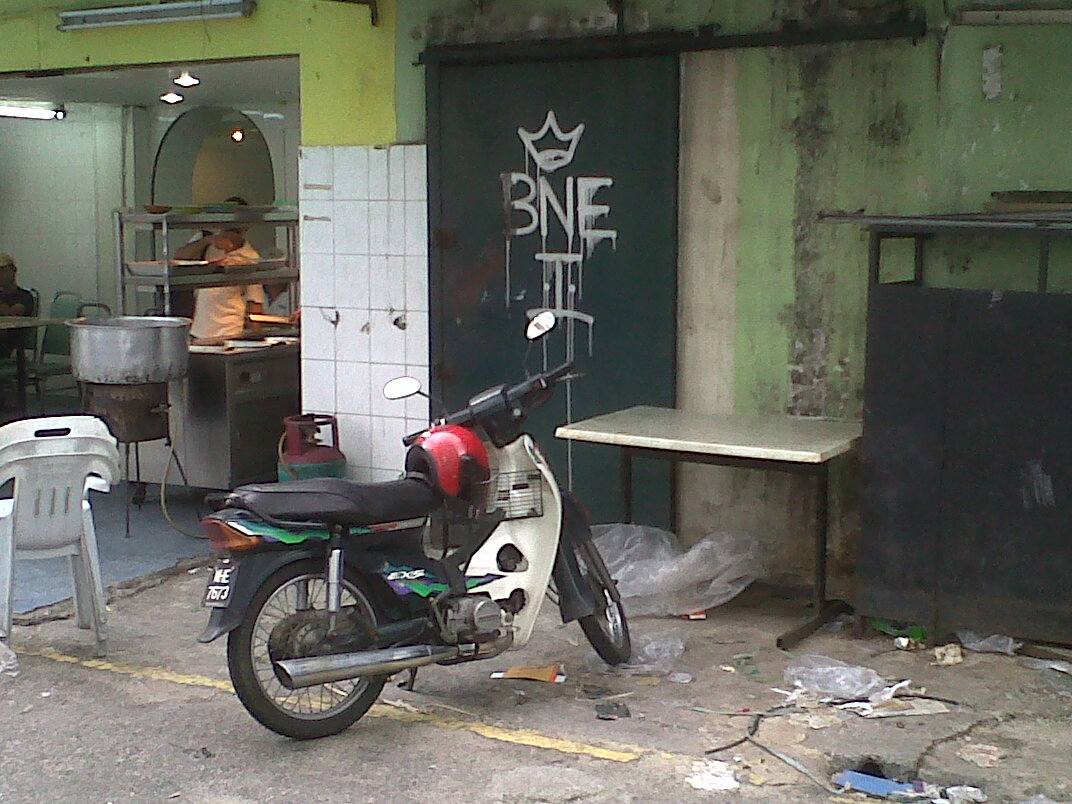
Un tag « BNE » tag à Kuala Lumpur en Malaisie.

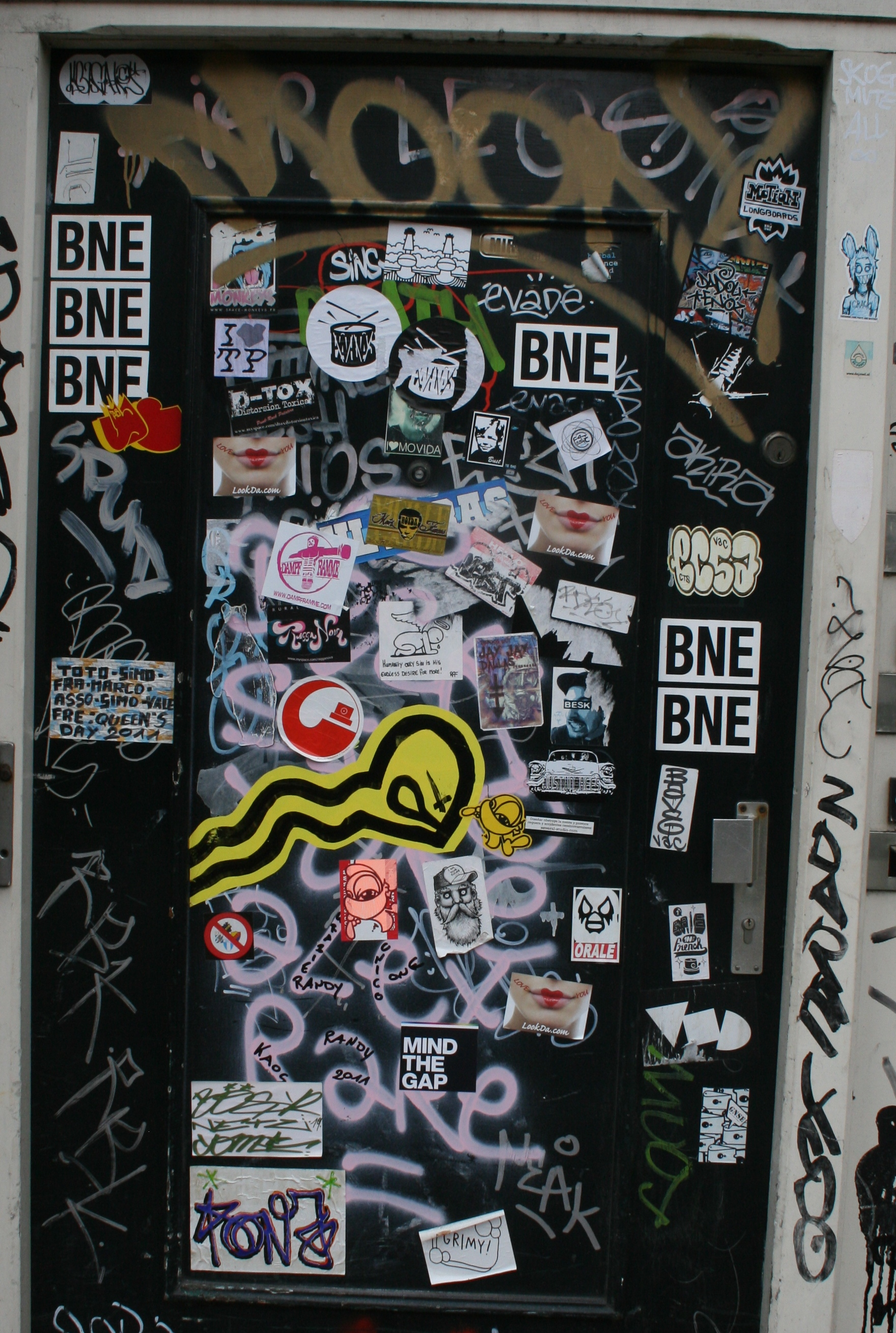
Sticker combo auquel a participé BNE à Amsterdam.

BNE est un « Graffiti-artist » vraisemblablement new yorkais qui a laissé ses œuvres (la plupart du temps uniquement les trois lettres B, N et E) à travers le monde, notamment aux États-Unis, au Canada, en Asie, en Australie, en Europe et en Amérique du Sud. Il utilise le marqueur, la bombe de peinture ou le rouleau, mais surtout l'autocollant au format carte postale, avec les trois lettres en noir sur fond blanc, dont il a posé jusqu'à dix mille exemplaires par mois. Son identité civile est inconnue du public mais il est probable qu'il soit né à la fin des années 1970 ou au début des années 1980. 

## Récompense pour son arrestation
En mai 2006, alors que les autocollants de BNE se multiplient dans l'espace public et sont présents en plus de deux cents endroits de la ville de San Francisco, Gavin Newsom, le maire de la ville à l'époque, offre une récompense de deux mille cinq cents dollars américains pour toute information permettant d'arrêter le « vandale ». 

## BNE Water Foundation
En 2011, BNE fonde la BNE Water Foundation, une organisation caritative dont le but est de fournir l'accès à l'eau potable aux plus démunis.